# Манасян, Мигран Азатович
Мигра́н Аза́тович Манася́н (арм. Միհրան Ազատի Մանասյան; 13 января 1989, Ереван, Армянская ССР, СССР) — армянский футболист, нападающий.

## Биография
После завершения чемпионата 2010 года Манасян получил статус свободного агента и решил сменить клуб, так как в последнее время попадал в состав. В услугах футболиста заинтересовался «Улисс». После некоторых переговоров Манасян вместе с Альбертом Тадевосяном подписал двухлетний контракт с клубом. В «Улиссе» ситуация не изменилась, Манасян, как и прежде, выходил на замены. Этим объясняется малое количество сыгранных матчей за сезон (7 матчей). После окончания чемпионата появилась информация, что Манасян завершил карьеру футболиста по состоянию здоровья.
В январе 2012 года был основан клуб «Кинг Делюкс» в Абовяне, и Манасян изъявил желание выступать в этом клубе. В контрольных матчах за клуб проявлял активность и результативность. Спустя месяц клуб подписал контракты с 20 футболистами, среди которых значился и Манасян.

## Достижения

### Командные достижения
«Пюник»
- Чемпион Армении (4): 2007, 2008, 2009, 2010
- Обладатель Кубка Армении (2): 2009, 2010
- Обладатель Суперкубка Армении (3): 2007, 2008, 2010

«Улисс»
- Чемпион Армении (1): 2011

«Алашкерт»
- Чемпион Армении (1): 2015/16

### Личные достижения
- Лучший бомбардир Чемпионата Армении (3): 2013/14, 2015/16, 2016/17

## Статистика
| Клуб             | Сезон            | Чемпионат | Чемпионат | Кубки | Кубки | Еврокубки | Еврокубки | Всего | Всего |
| Клуб             | Сезон            | Матчи     | Голы      | Матчи | Голы  | Матчи     | Голы      | Матчи | Голы  |
| ---------------- | ---------------- | --------- | --------- | ----- | ----- | --------- | --------- | ----- | ----- |
| Пюник            | 2007             | 1         | 0         | 0     | 0     | 0         | 0         | 2     | 0     |
| Пюник            | 2008             | 5         | 0         | 5     | 1     | 0         | 0         | 10    | 1     |
| Пюник            | 2009             | 7         | 4         | 3     | 1     | 0         | 0         | 10    | 5     |
| Пюник            | 2010             | 5         | 1         | 4     | 0     | 1         | 0         | 10    | 1     |
| Всего            | Всего            | 18        | 5         | 12    | 2     | 1         | 0         | 31    | 7     |
| Улисс            | 2011             | 7         | 0         | 4     | 1     | 1         | 0         | 12    | 1     |
| Всего            | Всего            | 7         | 0         | 4     | 1     | 1         | 0         | 12    | 1     |
| Кинг Делюкс      | 2012/13          | 0         | 0         | 0     | 0     | 0         | 0         | 0     | 0     |
| Всего            | Всего            | 0         | 0         | 0     | 0     | 0         | 0         | 0     | 0     |
| Всего за карьеру | Всего за карьеру | 25        | 5         | 16    | 3     | 2         | 0         | 44    | 8     |